# Copelatus instabilis
Copelatus instabilis es una especie de escarabajo buceador del género Copelatus, de la subfamilia Copelatinae, en la familia Dytiscidae. Fue descrito por Regimbart en 1897.